# Manawatū-Whanganui
La région de Manawatū-Whanganui (prononcé en anglais : /manawaˈtʉː ˈʔwaŋanʉi/) est une région de Nouvelle-Zélande située au centre-sud de l'île du Nord, autour des villes de Whanganui et Palmerston North.

## Géographie

### Généralités
La région est dominée et définie par deux bassins fluviaux, Whanganui et Manawatu. Le Whanganui est le plus long fleuve navigable de la Nouvelle-Zélande et fut très important pour les premiers Māori, dû au fait qu'il est la partie méridionale d'un système fluvial qui recouvre presque deux-tiers de l'île du Nord. La région fut donc l'une des zones les plus densément peuplées des Māori, avec des falaises facilement fortifiées et d'amples ressources. Les légendes māori soulignent l'importance du fleuve, et il reste sacré pour les iwi de Whanganui. Les Maoris de la côte et des plaines cultivaient surtout la kumara, une variété de patate douce encore populaire en Nouvelle-Zélande, et plusieurs autres légumes.

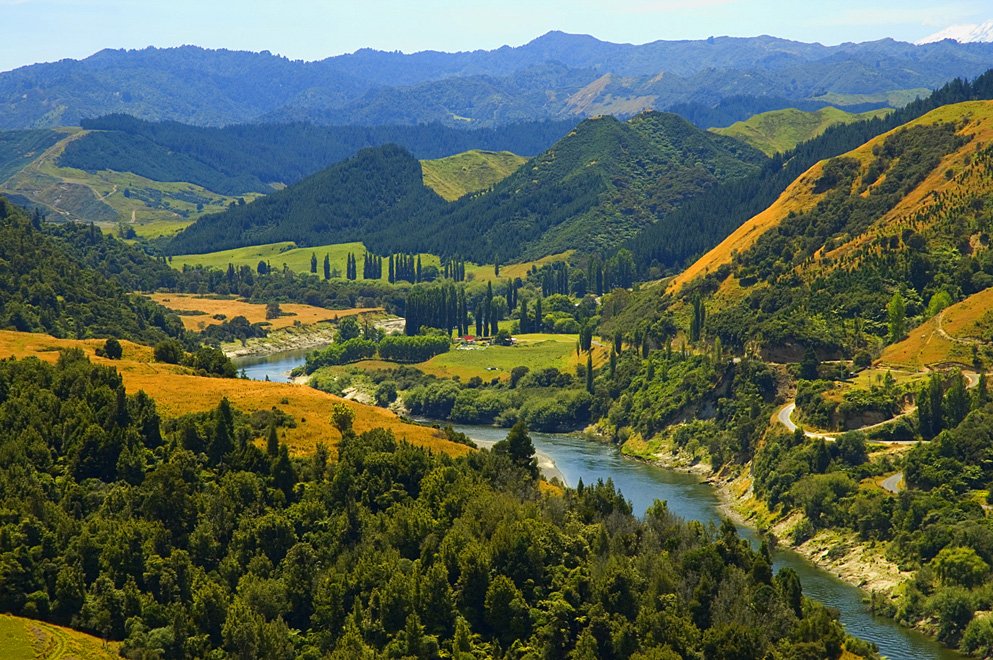
Le fleuve Whanganui

Une grande partie de la région était fertile et couverte de bois lors de l'arrivée des Européens, qui se mirent à exploiter le bois. Au cours du XIXe siècle prédominaient des scieries et la production de phormium, mais survint un grand nombre d'éleveurs d'ovins, qui s'installèrent sur les terrains récemment défrichés. De la déforestation, de l'habitude de brûler la végétation et des travaux intensifs de drainage, combinés au surpâturage, résulta une dégradation considérable de l'environnement. Au début des années 1900 les autorités se rendirent compte qu'une meilleure gestion des ressources était nécessaire pour maintenir cette importante région agriculturale. Progressivement, les plaines du Manawatu deviennent plus densément peuplées d'Européens mais à l'intérieur des terres, en particulier à Ruapehu, Rangitikei et Whanganui, vit encore une prédominance de  Māori. Dans les années 1950 le fleuve Whanganui et son parcours restèrent largement mystérieux et inconnus, mais plus récemment, son potentiel économique  devenant de plus en plus évident, des frictions apparaissent entre les Māori et les Pākehā. La région reste néanmoins pastorale ; on y vit la création du Massey Agricultural College dans les années 1920.
Son antipode direct est Madrid, Espagne.

### Topographie

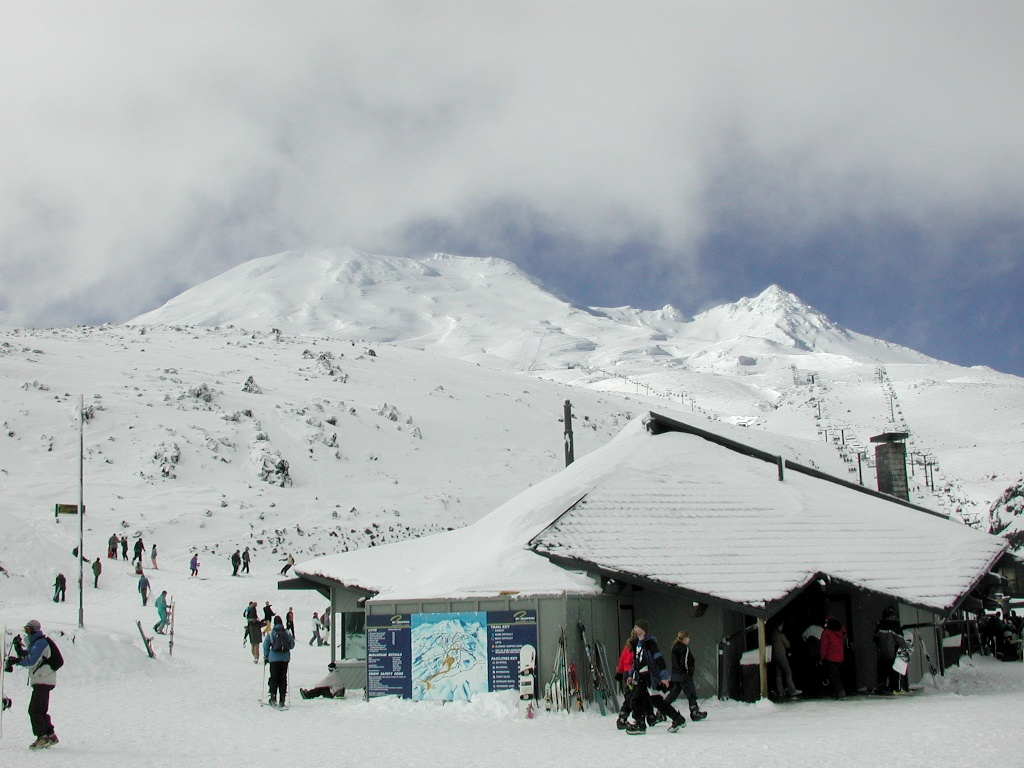
Base de Turoa, face sud du mont Ruapehu

La région de Manawatū-Whanganui occupe une part importante du sud de l'île du Nord. Elle est la seconde région la plus grande de l'île et la sixième de la Nouvelle-Zélande, recouvrant 22 215 km2 (soit 8,1 % de la superficie totale du pays). Elle s'étend du nord de taumarunui jusqu'au sud de Levin sur la côte ouest, et de là au cap Turnagain à Owhanga. Elle est délimitée par les régions de Waikato, Taranaki, Hawke's Bay et Wellington et inclut des systèmes fluviaux qui mènent du plateau volcanique jusqu'à la mer. À l'est on trouve la côte de l'océan Pacifique et à l'ouest les monts Ruahine forment une barrière naturelle entre la région et celle de Hawke's Bay. Il y a dix autorités territoriales dans la région, dont cinq qui comprennent des parties d'autres régions.
Cette superficie importante inclut plusieurs formations géologiques. Les districts près du plateau volcanique sont plus élevés et accidentés et sujets à des températures assez basses en hiver. Le district de Manawatu a une topographie beaucoup moins difficile, consistant pour la plupart des plaines du Manawatu, entre les monts et la mer. Ces terres étaient sous le niveau de la mer jusqu'à il y a environ 500 000 années et possède encore une couche assez épaisse de sédiments marins vieux de cinq ou six millions d'années. Un système fault block sous le sédiment épaisse a créé plusieurs dômes et dépressions ; ces structures peuvent abriter du pétrole, et certains ont été exploités. Les dômes ont changé le cours du fleuve Manawatu, lui donnant des méandres qui commencent près de la côte est et se terminent à la côte ouest (il est unique parmi les fleuves néo-zélandais à ce faire). Il commence de l'autre côte de la frontière avec Hawke's Bay et coule dans un défilé profond jusqu'aux plaines du Manawutu, et de là il débouche dans la mer de Tasman. Le district de Whanganui est plus accidenté, avec des vallées et défilés créés par les fleuves et les vagues de l'océan.
Dans la région on trouve également plusieurs chaînes de montagnes, notamment les monts Tararua et Ruahine, ainsi que tous les trois volcans actifs de l'île du Nord : le mont Ruapehu (2 797 m, le plus élevé de l'île du Nord), le mont Ngauruhoe (2 291 m) et le mont Tongariro (1 968 m). Pendant les cent dernières années, le mont Ruapehu s'avère être le plus actif : il y eut des éruptions en 1995 et 1996.
Trois fleuves majeurs coulent dans la région : le Whanganui (290 km), le Manawatu (182 km) et le Rangitikei (241 km). Le Whanganui est le second fleuve le plus long de l'île du Nord et a le second bassin fluvial le plus étendu de l'île, drainant la plupart de l'intérieur des terres à l'ouest du lac Taupo. Il y a peu de routes dans cette région, la faisant abriter l'une des régions naturelles les mieux préservées de l'île.

### Terre et climat
La terre de la région est productive avec l'ajout d'engrais. Dans les districts de Manawatu et de Horowhenua il y a des terres sablonneuses et des coins marécageux sur la côte avec terrasses recouvertes de lœss, ainsi que des plaines fluviales à l'intérieur. Ces plaines et marécages contiennent de la terre fertile alluviale et organique. Sur les terrasses plus sèches prédomine la terre jaune-gris. Les terres plus plates et fertiles sont favorables à l'élevage ovin intensif, tandis que la région des collines du Rangitikei est favorable à l'élevage semi-intensif d'ovins et de bovins. La région près du plateau volcanique consiste en général de terres pleines de ponce, qui manquent plusieurs éléments nécessaires aux terres fertiles, mais cette région est protégée par des parcs nationaux.
La région de Manawatū-Whanganui a un climat plutôt tempéré, quoique les extrêmes de température sont différents à l'intérieur des terres. Chateau Tongariro vit la température la plus basse jamais de l'île du Nord, −13,6 °C, le 7 juillet 1937. En été la région voit une moyenne de température d'entre 20,1 °C et 22,9 °C de la journée. Les heures ensoleillées sont au nombre d'entre 1 800 et 2 000 chaque année, mais Palmerston North est plus nuageux, voyant environ 1 725 heures de soleil. En hiver la température moyenne de la côte oscille entre 4 °C et 7,9 °C, tandis qu'à l'intérieur des terres elle est plus basse. Waiouru voit une moyenne de température de 0,1 °C en hiver.

### Conservation et parcs

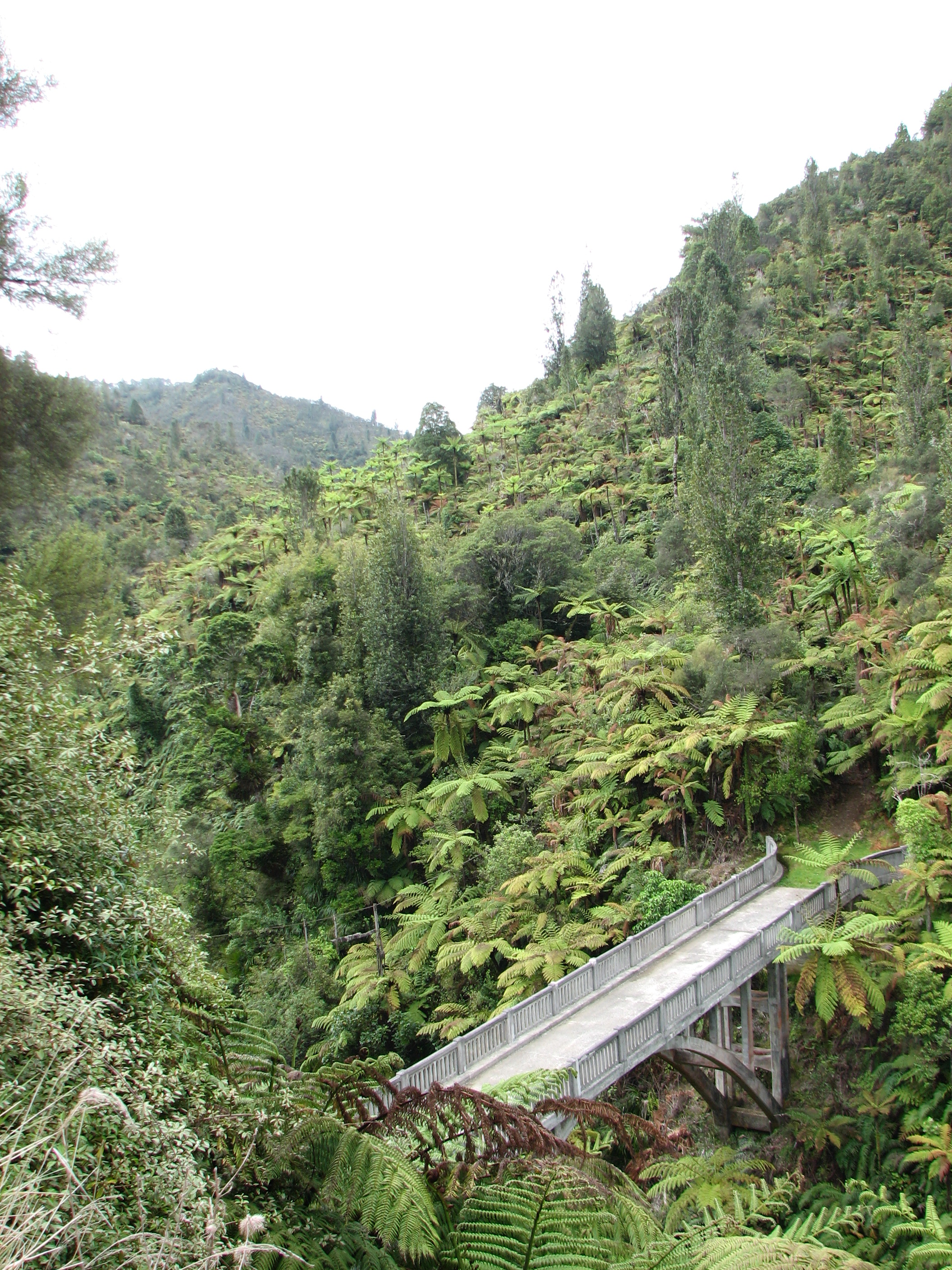
Le Bridge to Nowhere

La région de Manawatū-Whanganui est de grande importance écologique, reflété par la désignation d'environ un septième de ses terres comme parcs nationaux.
Le parc national de Tongariro est le plus grand de la région (795,98 km2) et le plus vieux du pays. Il abrite les volcans Tongariro, Ruapehu et Ngauruhoe, sacrés des Māori. Ils furent donnés à la nation néo-zélandaise par Te Heuheu Tukino IV, chef de l'iwi Ngāti Tuwharetoa, et sont au cœur du parc, aujourd'hui sur la liste du patrimoine mondial de l'UNESCO.
Le parc national de Whanganui, un peu plus petit (742,31 km2) fut fondé 99 ans après celui de Tongariro, quand un groupe de réserves fut fusionné et déclaré parc national.
Il y a également deux parcs forestiers dans les monts Ruahine et Tararua.
Le conseil régional est responsable de la gestion des ressources naturelles, de la protection contre les inondations et autres problèmes environnementaux, dont la pollution et la désinsectisation. Des espèces de plantes envahissantes, dont le chardon et la rue-de-chèvre, posent un sérieux problème aux terres agriculturelles, et le conseil régional a commencé des campagnes de contrôle de ces espèces. Plusieurs espèces d'animaux sont également nuisibles, dont le possum, le lapin, le corbeau et la chèvre sauvage, et d'autres commencent à attirer l'attention, dont le wallaby, la guêpe, le furet, l'hermine, et le putois.

## Démographie
| Groupes ethniques                                 | Valeurs absolues | %    |
| ------------------------------------------------- | ---------------- | ---- |
| Population                                        | 222 669          | 100  |
| Ethnicité établie                                 | 211 641          | 95,0 |
| Européens                                         | 147 306          | 66,2 |
| Métis                                             | 26 016           | 11,7 |
| Maoris                                            | 20 679           | 9,3  |
| Asiatiques                                        | 9 240            | 4,1  |
| Océaniens non Maoris                              | 3 651            | 1,6  |
| Moyens-Orientaux, Latinos-Américains et Africains | 987              | 0,4  |
| Autres                                            | 3 762            | 1,7  |
| Ethnicité non établie                             | 11 028           | 5,0  |

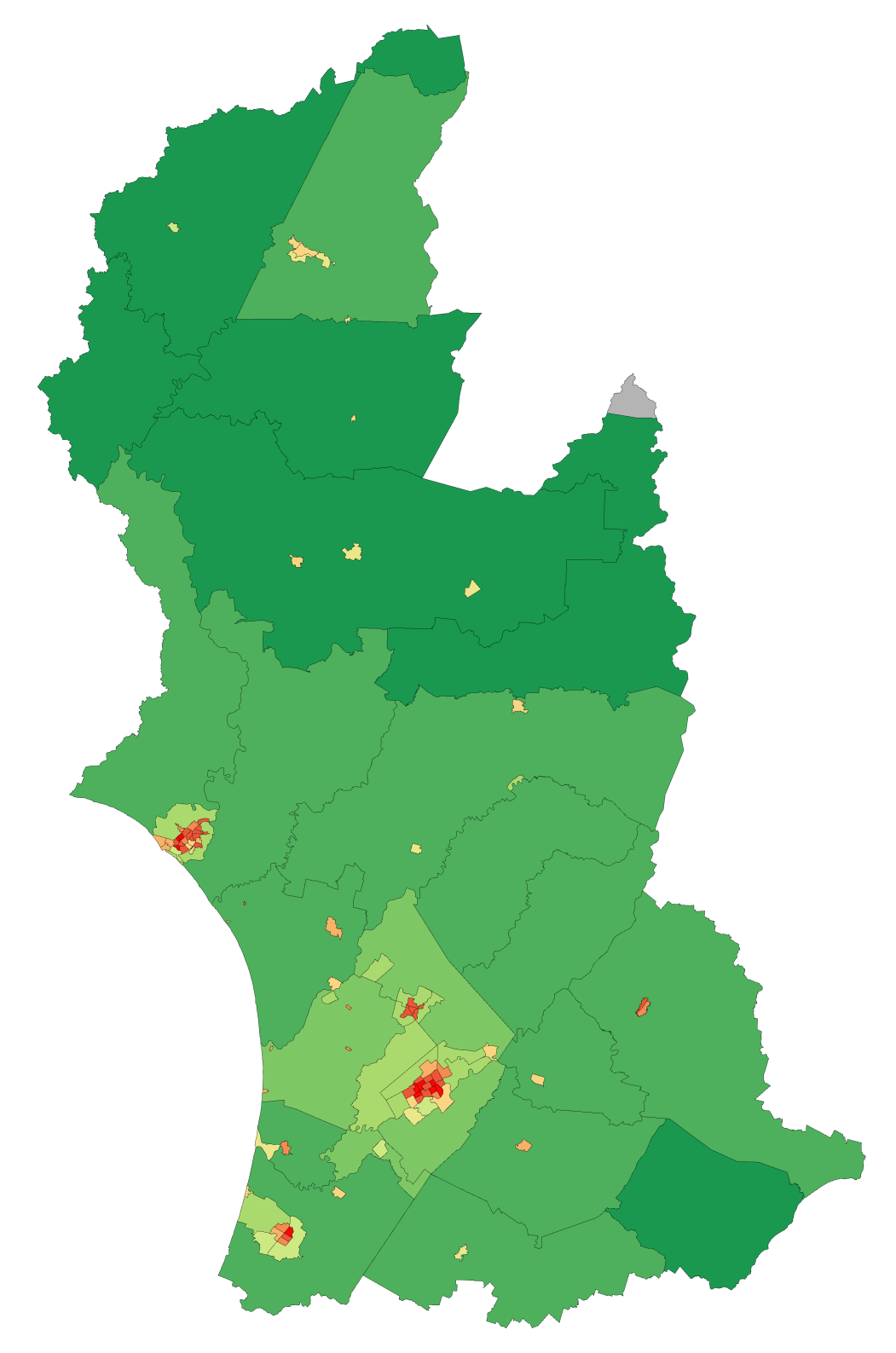
Densités de population en 2006.

Lors du recensement de 2006 la région de Manawatū-Whanganui avait 222 423 habitants, la faisant la cinquième région du pays. Malgré sa population substantielle, elle a une densité de peuplement plutôt bas, avec une moyenne de 10,3 habitants par kilomètre carré, comparé à 13,1 pour le pays en général. Pendant la période allant de 2001 à 2006 sa population monta de 1,6 %, ou 3 477 individus.
Il y a deux centres urbains importants dans la région, Palmerston North et Whanganui. Palmerston North compte 79 400 habitants en 2006 et est un important centre d'enseignement. Whanganui compte 39 300 habitants. Parmi les autres villes les plus grandes de la région on compte Levin, Feilding, Dannevirke, Taumarunui, Foxton et Marton.
La moitié de la population habite en dehors des centres urbains ; plus d'un tiers habite dans de petits villages ou en région rurale. L'agriculture reste l'industrie la plus importante, mais on trouve également de la manufacture.

## Histoire

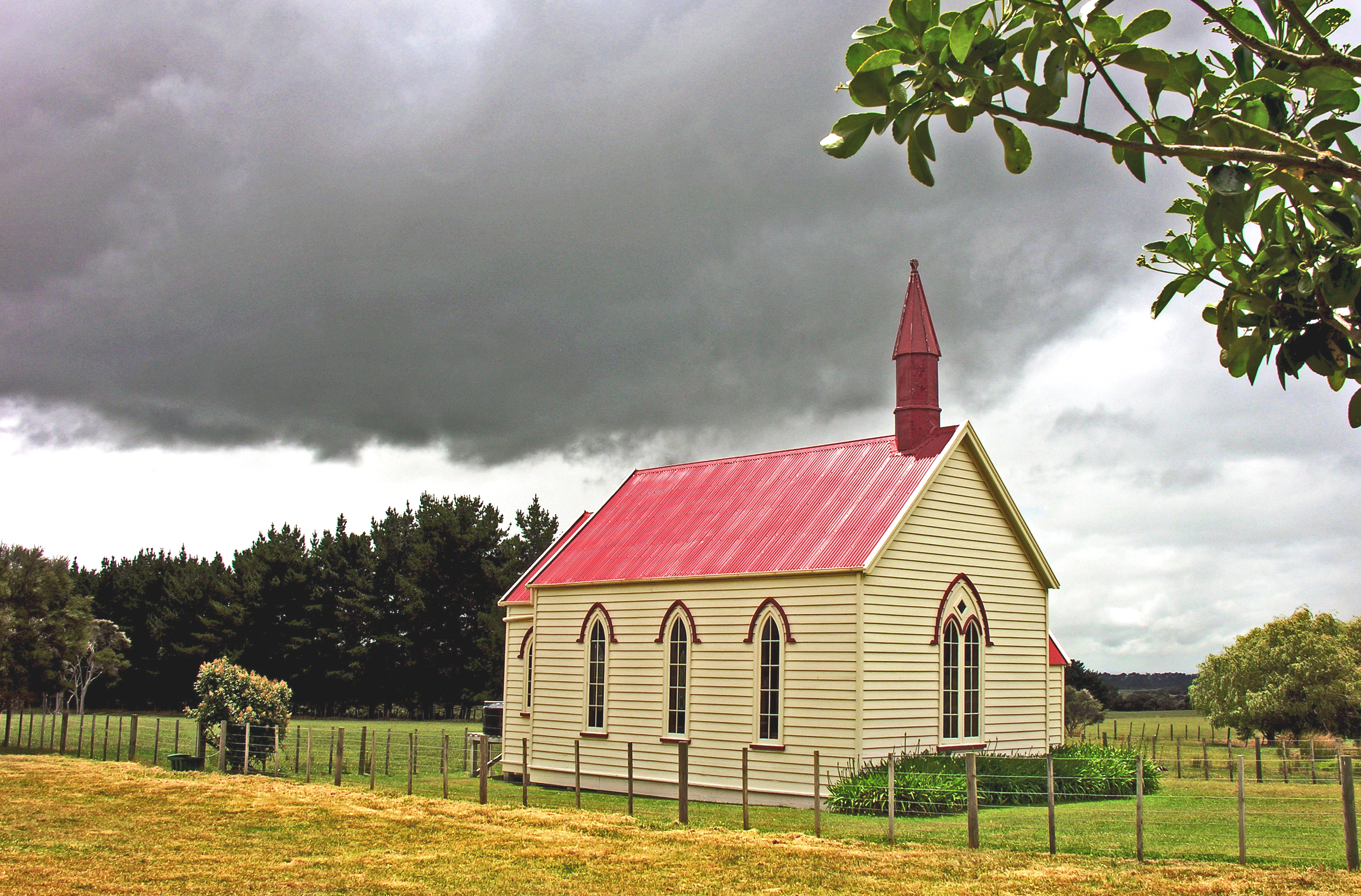
Église à Wairarapa, construite en 1875.

Avant 1769 environ 3 % des Māori habitaient dans le bassin du Whanganui et 8 % sur la côte de la région de Taranaki, à côté. Les Māori de la côte font de la cueillette, mais ceux de l'intérieur pratiquent également la chasse. Entre 1820 et 1840 les iwi Ngāti Toa et Te Atiawa remplacent les iwi locaux. En 1830 les Ngāti Toa assiègent la pā de Putiki en représailles pour une attaque sur l'île de Kapiti ; ils pillant la pā et tuent tous ses habitants.
En 1831 on voit les premiers marchands Européens arriver dans la région ; il y a des conflits avec les Māori. En 1840 Edward Jerningham Wakefield achète pour la New Zealand Company 160 km² des terres (y inclus ce qui est aujourd'hui la ville de Whanganui) dans un achat de légalité douteuse ; les premiers colons Européens arrivent et s'y installent. 
En juillet 1847 on voit la « Bataille de St John's Wood », combat entre 400 Māori et autant de troupes Britanniques. L'année suivante la Couronne achète Whanganui (320 km2, dont 32 protégés comme réserve).
Dans les années 1860 des Scandinaves s'installent dans la région, fondant Eketahuna, Dannevirke et Norsewood. Cinq années plus tard il y a bataille entre les Hau Hau (principalement du Haut Whanganui), adhérents au mouvement de Pai Mārire, qui veulent expulser les Pākehā (les Blancs), et les Māori du Bas Whanganui. Un an plus tard on fonde la ville de Palmerston North ; son lien avec le monde extérieur est le Manawatu, mais dans les années 1870 le défrichement des terres permet une plus grande colonisation, permettant au premier ministre danois, Ditlev Gothard Monrad, d'organiser un établissement de Danois près d'Awapuni. Dans les années 1870 et 1880 on voit également la construction de plusieurs lignes de train et la fondation de plusieurs villes, dont Levin, et la croissance d'autres, particulièrement Palmerston North ; celui-ci devient officiellement ville en 1930.
En 1953 on vit le pire accident ferroviaire de la Nouvelle-Zélande, près de Tangiwai, où un pont s'écroule dû au lahar du lac du cratère sur le mont Ruapehu ; 151 personnes y perdront leur vie.
Dans les années 1960 le célèbre poète néo-zélandais James K. Baxter, fonde une commune dans un lieu-dit « Jerusalem », et en 1963 est créé l'Université Massey à la suite de la fusion des universités Victoria (de Palmerston North) et le Massey Agricultural College.
En 1991, en reconnaissance du nom originel du fleuve, le gouvernement change son nom de Wanganui à Whanganui, mais la version sans H reste dans le nom de la région. Quatre ans plus tard on occupe les Jardins Moutoa à Whanganui pour protester la lenteur du Tribunal de Waitangi sur le sujet du contrôle du fleuve Whanganui.
En 1995 et 1996 on vit plusieurs petites éruptions du mont Ruapehu, qui jettent des cendres sur les terres aux alentours. En février 2004 les fortes pluies provoquent les pires inondations de la région depuis un siècle.
En 2019, le gouvernement de la région change officiellement l'orthographe du nom en Manawatū-Whanganui pour respecter la prononciation originelle en maori.

## Économie

### Commerce
L'agriculture domine l'économie de la région ; le pourcentage des commerces dans le domaine de l'agriculture, l'industrie forestière et la pêche est de 6,3 % comparé à 4,4 % au niveau national. Les commerces concernant la vente au détail sont néanmoins les plus nombreuses. En 1997 il y avait 2 300 commerces dans la région, avec au total 10 380 employés à temps plein. Le pourcentage de commerces de production industrielle y était également plus élevé qu'au niveau national, et employait le plus grand nombre de personnes (12 830 à temps plein).

### Énergie
Au contraire de son voisin Taranaki, Manawatū-Whanganui n'a jamais été un grand producteur d'énergie ni de minéraux. Il y a plusieurs projets concernant la production d'énergie, dont des parcs éoliens.

### Agriculture

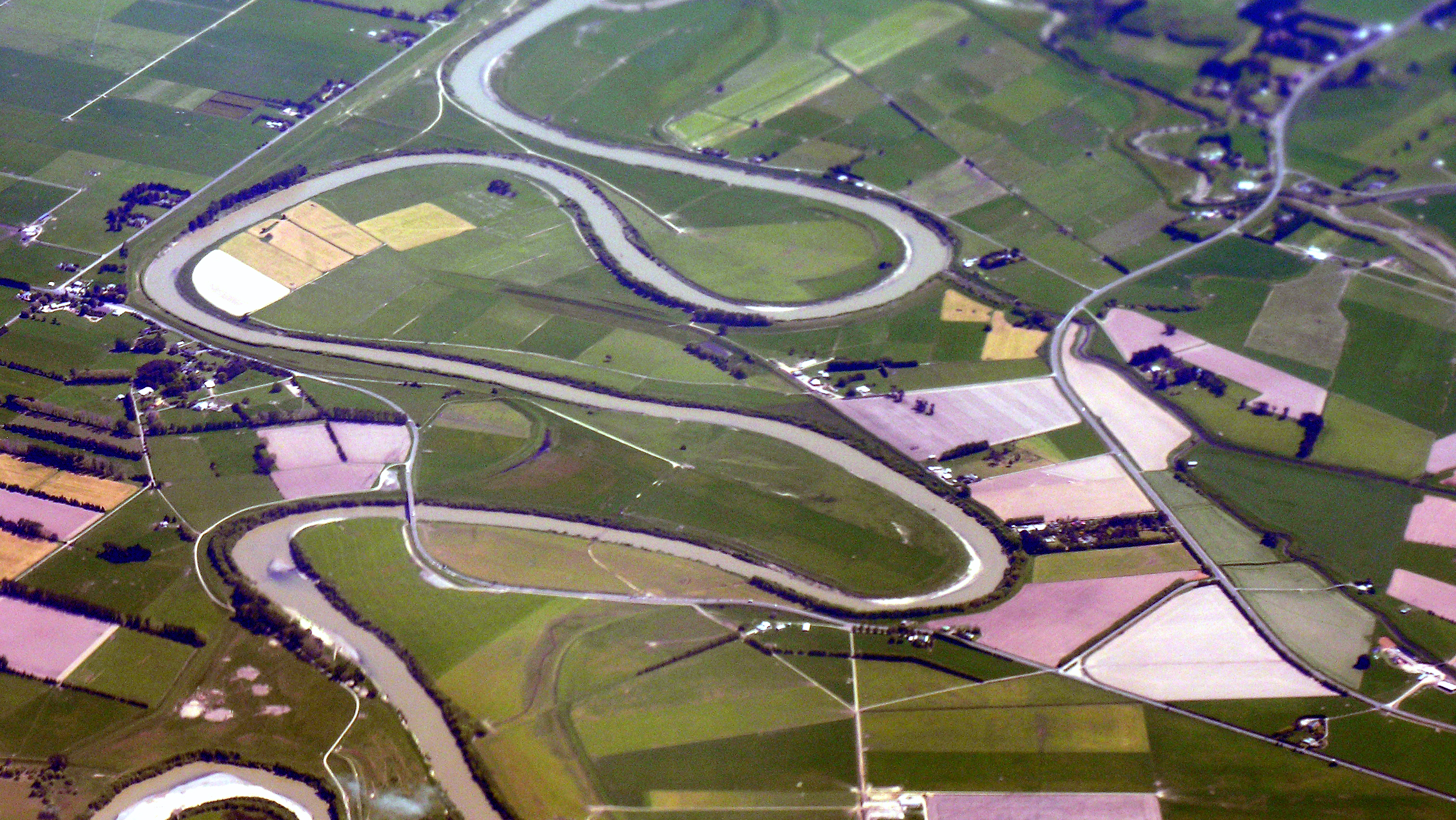
Fleuve à méandres avec fermes aux alentours

Manawatū-Whanganui est connue pour l'agriculture. Le gouvernement y fit construire le Massey Agricultural College (ainsi qu'un autre au Canterbury dans l'île du Sud). Les recherches au Massey en génétique animale mena au développement de deux nouvelles races ovines, la Drysdale et Perendale, qui ne deviendront économiquement importantes qu'après la Seconde Guerre mondiale.
Il y avait 6 344 fermes enregistrées le 30 juin 1996, presque un dixième du total du pays. L'agriculture occupe 72,5 % des terres de la région, beaucoup plus que la moyenne nationale de 60,1 %. Environ 80 % de ces terres sont utilisées pour l'agriculture elle-même (pâturage, cultures, jachères...). Dans les districts de Manawatu, Rangitikei et Tararua le pourcentage s'élevait jusqu'à 90 %.
Elle est également l'une des régions les plus importantes pour l'élevage en Nouvelle-Zélande. Il y avait 7 216 177 moutons lors du recensement du 30 juin 1996, le plus grand nombre de l'île du Nord et en 4e place au niveau national (après Canterbury, Southland et Otago). La région produit aussi une proportion importante des légumes de l'île du Nord et est en particulier connue pour ses pommes de terre. On y cultive également l'orge, pour faire de la bière et pour le fourrage (environ 10 % du total national, soit environ 302 804 tonnes en 1995).

### Industrie forestière
L'industrie forestière de la région est l'une des plus importantes de l'île du Nord. Le type de terre prédominant, jaune-gris, est favorable à l'industrie forestière après ajout d'engrais. Palmerston North fut à l'origine établie autour d'une scierie et dépendait largement de l'exploitation des forêts aux alentours. Le surpâturage et la pratique de brûler les forêts pour les défricher affecta les terres, diminuant leur productivité. L'industrie disparaît jusqu'au début du XXe siècle, où le gouvernement décida de planter des arbres dans la région de Foxton/Levin, puis à l'intérieur des terres. Aujourd'hui certaines forêts sont réservées à l'abattage soutenable, mais l'industrie forestière repose essentiellement sur les plantes exotiques.

### Tourisme
Entre septembre 1996 et juin 1998 la région vit environ 4,1 % des séjours en hôtel du pays, suivant Wellington (6,7 %), et suivi de Hawke's Bay (3,1 %). Le taux d'occupation était la quatrième plus basse du pays pour juin 1998, 20,1 %. Celui de Palmerston North était plus élevé que la moyenne nationale (39,5 % contre 25,8 %). Des districts comme Ruapehu sont beaucoup plus saisonniers, voyant leur maximum de visiteurs lors de la saison de ski.

### Transports
La région inclut State Highway 1, la route principale de l'île, et le North Island Main Trunk Railway, la ligne ferroviaire la plus importante, liant les villes d'Auckland et Wellington. La ligne Palmerston North - Gisborne et la State Highway 3 suivent le défilé du Manawatu, liant la région avec celle de Hawke's Bay. La ligne Marton - New Plymouth lie la région à celle de Taranaki ; il y a une branche qui mène également à Wanganui. Il n'y a aucun port maritime, mais ses liaisons sur terre assurent un bon accès aux ports des autres régions.
Elle abrite environ 16 % du total des kilomètres de route du pays, soit 8 732 km, dont 12 % d'urbains et trois-quarts ruraux. Il y a également 945,9 km de state highways.